# Isernia megye
Isernia (olaszul: Provincia di Isernia, nápolyiul: Pruvincia 'e Isernia) Olaszország Molise régiójának egyik megyéje. Székhelye Isernia város.

## Fekvése

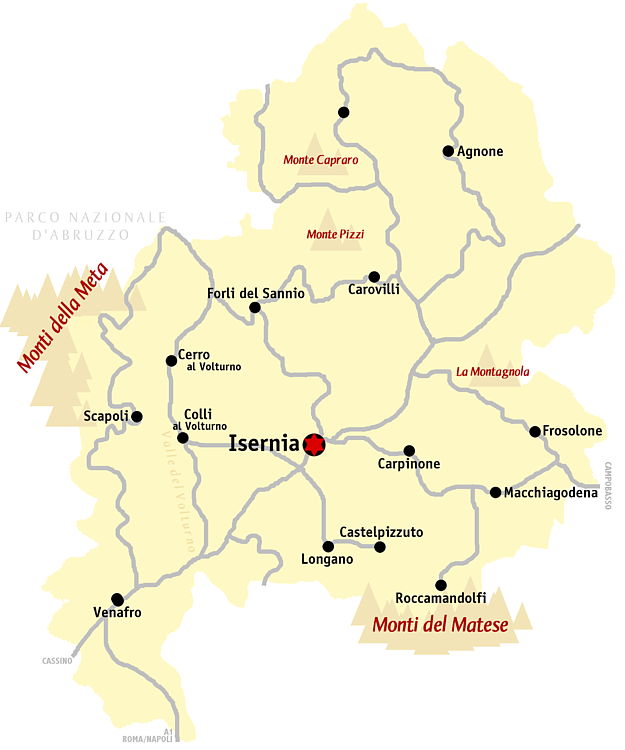
Isernia megye

Isernia megyét északon Abruzzo régió két megyéje (L’Aquila és Chieti megye), keleten Campobasso megye, délen Campania régió (Caserta megye), nyugaton pedig Lazio régió (Frosinone megye) határolja.
A megyének nincs tengeri kijárata; hegyvidéki jellegű. A megye északi részén a Meta-hegység húzódik, déli részén pedig a Matese-hegység. A megyét átszeli a Volturno völgye, amely egyesül a Sangro völgyével. A két folyó közös völgyének neve Bocca di Forli, ez képezi a határt a Középső-Appenninek és Déli-Appenninek között. A megye északi részére benyúlik az Abruzzo-Molise-Lazio Nemzeti Park.
A megye területén áthaladó jelentősebb folyóvizek a Volturno, Sangro, Sente, Verrino. Állóvizek nincsenek területén.
A megye éghajlata mediterrán jellegű: száraz nyarakkal, enyhe telekkel, de csapadékosabb, ami a hegyvidékek klímaalakító hatásának tudható be.
Mezőgazdasági művelésre alkalmas területek a folyók völgyében vannak.

## Fő látnivalók
- természeti látnivalók:
  - Abruzzo-Molise-Lazio Nemzeti Park
- kulturális helyszínek:
  - Agnone középkori vasöntődéi
  - Filignano mészkőépítményei a thóloszok
  - La Pineta ősember-lelőhely Iserniában
  - az ókori Venafrum romjai Venafro területén

## Községek(comuni)
| Acquaviva d’Isernia   | Miranda                 |
| Agnone                | Montaquila              |
| Bagnoli del Trigno    | Montenero Val Cocchiara |
| Belmonte del Sannio   | Monteroduni             |
| Cantalupo nel Sannio  | Pesche                  |
| Capracotta            | Pescolanciano           |
| Carovilli             | Pescopennataro          |
| Carpinone             | Pettoranello del Molise |
| Castel del Giudice    | Pietrabbondante         |
| Castel San Vincenzo   | Pizzone                 |
| Castelpetroso         | Poggio Sannita          |
| Castelpizzuto         | Pozzilli                |
| Castelverrino         | Rionero Sannitico       |
| Cerro al Volturno     | Roccamandolfi           |
| Chiauci               | Roccasicura             |
| Civitanova del Sannio | Rocchetta a Volturno    |
| Colli a Volturno      | San Pietro Avellana     |
| Conca Casale          | Santa Maria del Molise  |
| Filignano             | Sant’Agapito            |
| Forlì del Sannio      | Sant’Angelo del Pesco   |
| Fornelli              | Sant’Elena Sannita      |
| Frosolone             | Scapoli                 |
| Isernia               | Sessano del Molise      |
| Longano               | Sesto Campano           |
| Macchia d’Isernia     | Vastogirardi            |
| Macchiagodena         | Venafro                 |